# Демидов, Евгений (футболист)
Евгений Демидов (эст. Jevgeni Demidov; 11 февраля 2000, Таллин) — эстонский футболист, полузащитник.

## Биография
Воспитанник таллинских клубов «Легион», «Аугур» и «Нымме Калью». Взрослую карьеру начал в 2016 году в составе «Аугура» в четвёртой лиге Эстонии (шестой дивизион).
В 2017 году перешёл в «Нымме Калью». Дебютный матч в высшей лиге Эстонии сыграл 21 октября 2017 года против «Пайде», заменив на 91-й минуте Игоря Субботина. За четыре с половиной сезона не смог пробиться в основу «Нымме Калью», сыграв за это время 15 матчей в чемпионате, из них только 3 раза выходил в стартовом составе. Чемпион Эстонии 2018 года (провёл 3 матча в сезоне), бронзовый призёр 2017 года (1 матч) и 2019 года (3 матча). Финалист Кубка Эстонии 2018/19 (сыграл 2 матча и забил один гол на ранних стадиях). В 2020 году принял участие в матче Лиги Европы против словенской «Муры» (0:4). В составе резервной команды «Нымме Калью» в 2017 году стал победителем и четвёртым бомбардиром (17 голов) третьего дивизиона.
Во второй половине 2021 года выступал в высшей лиге за «Тулевик» (Вильянди), в 2022 году — за «Нарва-Транс». Победитель и второй бомбардир (25 голов) первой лиги Эстонии 2023 года в составе клуба «Нымме Юнайтед».
Провёл один неполный матч за сборную Эстонии среди 17-летних. Вызывался в сборную 21-летних, но в официальных матчах не играл.